# The Eraser Rmxs
The Eraser Rmxs è un album discografico di remix del cantante e musicista britannico Thom Yorke, già frontman dei Radiohead. Il disco è uscito nel 2008 per la Warner Bros. Records.

## Il disco
Al disco hanno partecipato, in qualità di remixer, importanti esponenti della musica elettronica, che hanno riproposto i brani presenti nell'album d'esordio da solista di Yorke, ossia The Eraser (2006). In Regno Unito l'album è stato diffuso nella forma di triplo EP in vinile.

## Tracce
1. And It Rained All Night (Burial Remix) – 4:13
2. The Clock (Surgeon Remix) – 6:23
3. Harrowdown Hill (The Bug Remix) – 5:16
4. Skip Divided (Modeselektor Remix) – 5:35
5. Atoms for Peace (Four Tet Remix) – 5:56
6. Cymbal Rush (The Field Late Night Essen Und Trinken Remix) – 8:07
7. Black Swan (Cristian Vogel Spare Parts Remix) – 6:09
8. Analyse (Various Remix) – 4:09
9. Black Swan (Vogel Bonus Beat Eraser Remix) – 7:50